# Dyckia uleana
Dyckia uleana är en gräsväxtart som beskrevs av Carl Christian Mez. Dyckia uleana ingår i släktet Dyckia och familjen Bromeliaceae. Inga underarter finns listade i Catalogue of Life.